# ناريسكيون

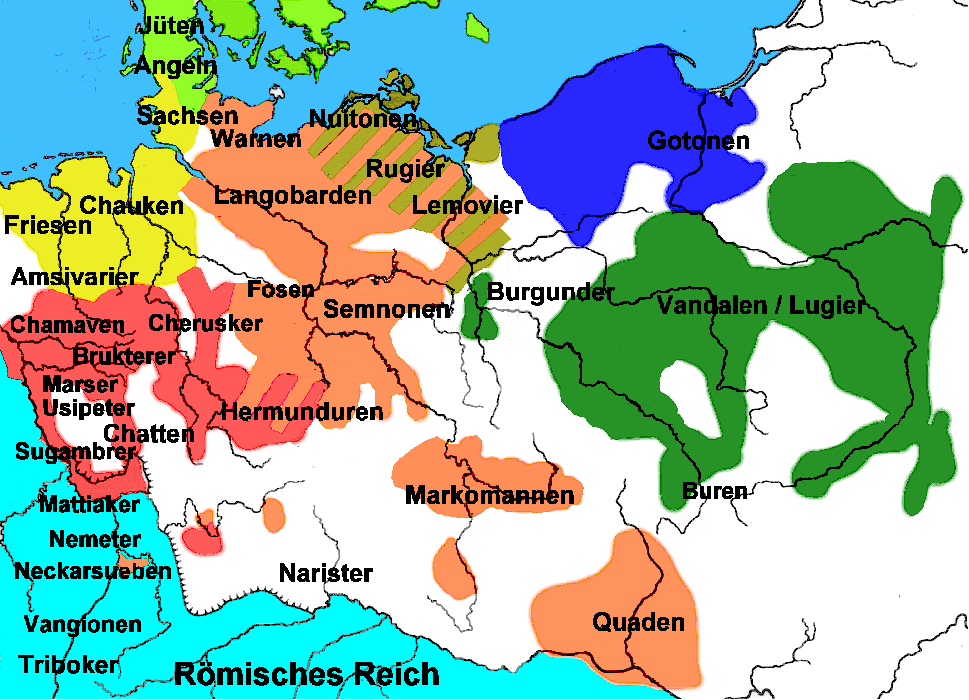

الناريسكيون (بالألمانية: Narisker) شعب جرماني قديم من أصل سويبي. ويعتقد أنهم سكنوا في إقليم فوغتلاند في ساكسونيا وقد تحدث عنهم تاكيتوس